# 國立嘉義大學理工學院
國立嘉義大學理工學院，簡稱嘉大理工學院，是位於國立嘉義大學蘭潭校本部的學院，2000年，國立嘉義大學成立時，設立理工學院。

## 學院簡史

### 前身

#### 國立嘉義技術學院
1919年4月於嘉義廳山仔頂（嘉義公園旁、今「嘉義高商」現址）創校，初名「臺灣總督府嘉義農林學校」，1921年，隨著行政區劃為臺南州嘉義街（後改制為臺南州嘉義市，今嘉義市）易名「臺南州立嘉義農林學校」。1938年7月，由山仔頂遷校至嘉義市民生南路，現「新民校區」（原「民生校區」）。
1945年，中華民國接管臺灣後，10月25日改為「臺灣省立嘉義農業職業學校」。1951年7月，改為「臺灣省立嘉義高級農業職業學校」。1954年8月1日，被選為示範農校，易名為「臺灣省立嘉義示範高級農業職業學校」，成立蘭潭分部，1962年7月，增設農業土木科。1965年7月1日，改制升格為「臺灣省立嘉義農業專科學校，設有農業工程科，招收國中畢業生，在校修業5年。1970年7月，農業工程科分設農業機械及農田水利兩組。1980年8月，農業工程科分為農業機械工程科與農田水利工程科。1981年7月1日，改隸中央，易校名「國立嘉義農業專科學校」，1989年8月，農田水利工程科易名為農業土木工程科。1999年改制為「國立嘉義技術學院」，設有農業機械工程技術系、農業土木工程技術系，招收大學部學生。

#### 國立嘉義師範學院
1957年，「臺灣省立嘉義師範學校」於林森校區原址創校，招收初中職畢業生，修業三年，以培育國民學校教師:583。
1966年，改制「臺灣省立嘉義師範專科學校」，為五年制專科學校，招收國中畢業生:98、101。
1987年，改制為「臺灣省立嘉義師範學院」，增設數理教育學系。1991年，改隸中央，易校名為「國立嘉義師範學院」。校本部遷校至嘉義縣民雄鄉，今民雄校區現址。1998年，數理教育學系數學教育組與自然科學教育組改制為數學教育系、自然科學教育系。

### 國立嘉義大學理工學院
2000年2月1日，國立嘉義技術學院與國立嘉義師範學院合併成「國立嘉義大學」，正式由應用物理學系、應用化學系、應用數學系、生物機電工程學系、土木與水資源工程學系等5學系，及科學教育研究所碩士班，資訊工程研究所碩士班，數學教育研究所碩士班等3研究所組成「國立嘉義大學理工學院」。
2001年1月，增設生物機電工程研究所碩士班、運輸與物流工程研究所碩士班。8月，科學教育研究所碩士班、數學教育研究所碩士班改隸教育學院。2002年8月，增設土木與水資源工程研究所碩士班、資訊工程學系。2003年8月，增設應用化學研究所碩士班、光電暨固態電子研究所碩士班。2004年8月，增設應用數學研究所碩士班。2006年6月，增設應用化學系博士班。2007年10月15日，增設資訊工程學系博士班。2008年8月，增設電機工程學系。2009年8月，運輸與物流工程研究所改隸管理學院。2010年8月，應用物理學系暨研究所更名為電子物理學系暨研究所。2011年8月，增設機械與能源工程學系。

## 歷任院長
資料來源：
| 任別 | 姓名       | 任期                         | 備註     |
| ---- | ---------- | ---------------------------- | -------- |
| 1    | 艾群教授   | 2000年2月1日--2003年7月31日  | 創院首任 |
| 2    | 艾群教授   | 2003年8月1日--2006年7月31日  | 續任     |
| 代理 | 艾群教授   | 2006年8月1日-2006年8月31日   | 代理     |
| 3    | 曾志明教授 | 2006年9月1日-2008年7月31日   |          |
| 4    | 柯建全教授 | 2008年8月1日--2011年7月31日  |          |
| 5    | 柯建全教授 | 2011年8月1日--2013年7月31日  | 續任     |
| 6    | 洪滉祐教授 | 2013年8月1日-- 2016年7月31日 |          |
| 7    | 洪滉祐教授 | 2016年8月1日-- 2017年7月31日 | 續任     |
| 8    | 章定遠教授 | 2017年8月1日-- 2020年7月31日 |          |
| 9    | 黃俊達教授 | 2020年8月1日-- 現任          |          |

## 系所單位

### 電子物理學系光電暨固態電子研究所
嘉大電物，成立於2000年，係由「電子物理學系」（2000年設立，原稱「應用物理學系」）及「光電暨固態電子研究所」（2003年設立，2010年系所合併，2012年研究所復名）於 2010年整合成立，以傳授光電科學、半導體電子相關各領域之課程為主，設有大學部學士班及研究所碩士班。

### 應用化學系暨研究所
嘉大應化，成立於2000年，以傳授化學領域之相關課程為主，設有大學部學士班及研究所碩士班。

### 應用數學系暨研究所
嘉大應數，成立於2000年，主要課程以「資訊科學」、「計算科學」、「機率統計」等三領域授課，設有大學部學士班及研究所碩士班。

### 生物機電工程學系暨研究所
嘉大生機，源自於嘉義高農農業土木科，成立於1970年，前身為嘉義農專農業工程科農業機械組，後獨立為「農業機械科」，以傳授機械、電子、控制、生物工程之相關課程為主，設有大學部學士班及研究所碩士班。

### 土木與水資源工程學系暨研究所
嘉大土木，源自於嘉義高農農業土木科，成立於1962年，前身為嘉義農專農業工程科農田水利組，後復名「農業土木科」
，以傳授土木與水資源工程之相關課程為主，設有大學部學士班及研究所碩士班。

### 資訊工程學系暨研究所
嘉大資工，成立於2000年，以教授基礎理論、電腦硬體、作業系統、資料結構及計算機網路等資訊工程之相關領域課程為主，設有大學部學士班及研究所碩士班、博士班。

### 電機工程學系暨研究所
嘉大電機，成立於2008年，區分為「系統組」、「電子組」等兩組授課，設有大學部學士班及研究所碩士班。

### 機械與能源工程學系暨研究所
嘉大機械，成立於2011年，以傳授領域之相關課程為主，設有大學部學士班及研究所碩士班。

## 外部連結
- 國立嘉義大學理工學院 （页面存档备份，存于）
- 國立嘉義大學（页面存档备份，存于） （繁體中文）（英文）